# Selenia brunnea
Selenia brunnea är en fjärilsart som beskrevs av Barend J. Lempke 1951. Selenia brunnea ingår i släktet Selenia och familjen mätare. Inga underarter finns listade i Catalogue of Life.